# Gloversville
Gloversville é uma cidade localizada no estado americano de Nova Iorque, no Condado de Fulton. A sua área é de 13,2 km², sua população é de 15 413 habitantes, e sua densidade populacional é de 1 169,2 hab/km² (segundo o censo americano de 2000). A cidade foi fundada no século XVIII.